# Rio Sascachevão Sul
O rio Sascachevão Sul (em inglês: South Saskatchewan River) é um rio do Canadá que passa pelas províncias de Sascachevão e de Alberta. Surge da confluência dos rios Bow e Oldman, sendo que a água desses dois rios originam-se das geleiras das montanhas Rochosas, em Alberta, perto da fronteira com a Colúmbia Britânica. 
Em Sascachevão, o rio Sascachevão Sul junta-se com o rio Sascachevão Sul e formam o rio Sascachevão.